# Panasonic Panthers
Panasonic Panthers (ナソニック・パンサーズ, Panasonikku Pansāzu) é um time de voleibol masculino japonês da Panasonic localizado na cidade de Hirakata, em Osaka.

## História
O clube foi fundado em 1952 sob o nome de Matsushita Denki. Sofreu com rebaixamentos na Liga Japonesa e após uma nova promoção em 1992, o clube mudou seu nome para Panasonic Panthers Matsushita. Em 2006, mudou novamente o nome para o atual: Panasonic Panthers.

## Títulos

### Nacionais
- V.Premier League - 1971/72, 2007/08, 2009/10 e 2011/12
- Copa do Imperador - 2009, 2011, 2012

### Regionais
- Torneio de Kurowashiki - 1964, 1966, 1968, 1969, 1973, 1981, 1998, 2008, 2009, 2010 e 2012